# Kinh tế Các Tiểu vương quốc Ả Rập Thống nhất
Kinh tế Các Tiểu vương quốc Ả rập Thống nhất là nền kinh tế công nghiệp phát triển. Nước này là một trong những nước phát triển nhất trên thế giới, dựa trên các số liệu về kinh tế xã hội khác nhau như GDP bình quân đầu người, năng lượng tiêu dùng trên đầu người và chỉ số phát triển con người (HDI).
Với GDP đạt 168 tỉ USD vào năm 2006, UAE xếp thứ 2 ở trong CCASG (sau Ả Rập Xê Út), xếp thứ 3 ở vùng Trung Đông - Bắc Phi (MENA) (sau Ả Rập Xê Út và Iran), xếp thứ 38 trên thế giới.
Có nhiều đánh giá chênh lệch nhau đối với tỉ lệ tăng trưởng thực GDP của đất nước, tuy nhiên tất cả các cách đều cho thấy UAE hiện nay là một trong những nước có nền kinh tế tăng trưởng nhanh nhất trên thế giới. Theo một báo cáo gần đây của Bộ trưởng Tài chính và Công nghiệp, GDP danh nghĩa đã tăng 35% trong năm 2006 đạt 175 tỉ USD, so với 130 tỉ USD trong năm 2005.
Mặc dù Các tiểu vương quốc Ả rập thống nhất ngày càng ít phụ thuộc vào nguồn tài nguyên thiên nhiên, tuy nhiên xuất khẩu dầu mỏ và khí gas tự nhiên vẫn đóng một vai trò quan trọng trong nền kinh tế, đặc biệt là ở Abu Dhabi. Sự bùng nổ của các công trình xây dựng, sự mở rộng các cơ sở chế tạo, sản xuất và ngành dịch vụ đang phát triển mạnh giúp cho UAE đa dạng hoá nền kinh tế đất nước. Trên khắp cả nước, giá trị của cá dự án xây dựng đang hoạt động lên tới 350 tỉ USD.